# 北山恭祐
北山 恭祐（きたやま きょうすけ、5月2日 - ）は、日本の声優。滋賀県出身。フリー。

## 人物
統合前のトリトリオフィスとパワー・ライズに16年間所属していたが、2021年5月末をもって退所し、一時フリーランスでの活動となる。

## 出演

### テレビアニメ
2012年
- パブー&モジーズ（セバスチャン・シープ、トミー・タイガー、スミス・シープ）

2013年
- てーきゅう（怖い人B、ヤミ金部A、警官）

2014年
- 愛・天地無用!（国連高等弁務官、GPSWAT隊員、オペレーター）
- 大図書館の羊飼い TV Animation（テレビの音声、依頼者B、男、男子、教師C、山田くん）

2015年
- 境界のRINNE（鬼バイト長）

2017年
- Dies irae（男A）

2018年
- グラゼニ（竹岡）- 2シリーズ

2019年
- BEASTARS（アライグマ）

2020年
- 八男って、それはないでしょう!（ゼークト、乗客）
- 継つぐもも（実況）
- エタニティ 〜深夜の濡恋ちゃんねる♡〜（碧の父） -  通常版

### ゲーム
- タユタマ -Kiss on my Deity-
- 源平学園合戦録（梶原景時）
- PhaseD シリーズ（多田晴也）
- solomon's Ring シリーズ（刑事）
- レファルシアの幻影（ガルデニア王）
- アルファディア ジェネシス（シガー）
- X・A・O・C
- モット！ソニコミ（クライアント）
- DRAMAtical  Murder  re:code
- Fate/hollow  ataraxia
- アルファディア　ジェネシス2（フォルカー、ヘルマン将軍）
- Kadenz fermata//Akkord:fortissimo
- 相州戦神館學園　八命陣　天之刻
- アスディバインディオス（オディウム）
- レヴナントドグマ（リオネル神官長[3]）
- エラキス 〜永遠の塔と騎士の物語〜（レイヴン[4]）
- STELLA GLOW (エルマー)
- League of Angels II - リーグオブエンジェルズ2（バイソン、パーマー、ロキ）
- 桜花裁き 斬（甘楽秋助[5]）
- BlackSurvival(アイソル、カミロ、ザヒル)
- 三国恋戦記  魁（孟卓）
- 天涯ニ舞ウ、粋ナ花
- ピオフィオーレの晩鐘 -Episodio1926-（ラウル・ギルランダイオ[6]）
- オルタナティブガールズ（モデリ）
- うみねこのなく頃に咲 ～猫箱と夢想の交響曲～（ウェルギリウス）
- Fate/Samurai Remnant（2023年、彌五郎一味を語る老人、男 老人 好々爺[7]）

### ドラマCD
- 超無気力戦隊ジャパファイブ
- 7人のツンデレ（無心斎）
- 毘 -vi- 天と地と
- Lamnto -BEYOND THE VOID
- マフィアなダーリン
- 修学旅行のナイショの話
- ひぐらしのなく頃に・皆殺し編
- ひぐらしのなく頃に・祭囃し編
- 穢翼のユースティア 第1章-孤高の聖者-
- 穢翼のユースティア 第2章-運命と選択-
- 穢翼のユースティア 第3章-愚者の涙-
- 穢翼のユースティア 第4章-誰がために剣を-
- 穢翼のユースティア 第5章-少女人形-
- 穢翼のユースティア 第6章-邂逅、そして-
- イケズ彼氏の堕とし方
- わたしのお嬢様（ジョイ）
- Fate/EXTRA 第1章 月の聖杯戦争
- ラノベ王子☆聖也
- アイドルプリテンダー　(チャンピオンREDいちご付録CD）」
- カーニヴァル「完璧な休日の条件」（DVD第6巻初回限定）（黒白の部下）
- Fate/EXTRA 第二章　強きもの弱きもの（購買部員）
- ゴミ溜めPEACE
- 愛犬わをん（配達員）
- 愛犬わをん〜唐傘お化けと忘れん坊〜（モアの彼氏）
- 調律葬交 Zyklus;CODE コミックス二巻 限定特典（カフェの客）
- 拷問魔法少女ドゥームズデイあやね（宮藤吉武）
- 愛犬わをん～唐傘お化けと忘れん坊～（モアの彼氏）
- ゴミ溜めPEACE　アイリスと午前２時の空（管理官）
- ゴミ溜めPEACE　デイジーと枯れた87（デイジーの父）
- フレイム王国興亡記 乙女の戦い-Sweet  Girl′s  War-
- てんしんらん漫! コミック特典（兄）
- ルナル・サーガ～呪われし真紅の森～（ザレスカの村長）
- コクーン・ワールド～夜通しで走る冒険者～（リンガー老）
- 罪の褥も濡れる夜2
- ネコにはいぬを（先輩男2[8]）
- ヤリチン☆ビッチ部４(松村先生)

### 吹き替え

#### 映画
- SPOOKS スプークス/MI-5（アデム・カシム〈エリス・ガベル〉）

#### ドラマ
- FBI: 特別捜査班

#### アニメ
- ワクフ
- 凹凸世界（2019年、インチェ[9]）

### デジタルコミック
- 転生婚（2022年、男子B、他[10]）
- 狐に嫁入り（2022年、桜太郎[11]
- 拝啓見知らぬ旦那様、離婚していただきます（2023年、ドレスラン中将閣下、バイレッタの父[12]）

### ナレーション
- スタッフペイロール プラス

### 舞台
- 「フォーティンブラス」劇団しし座�第65回公演
- 「匣の中」集団asif公演
- 「asif祭り」集団asif公演
- 「果樹在処」集団asif公演（医者）
- 「一握の紲」集団asif公演（付き人）
- 「北山恭祐の一人会 in クリスマス」
- 3oE「BON!」（仲本幸治郎）

### ドラマ
- NHK ドラマ10「美女と男子」（大門の付き人）

### オーディオドラマ
- 彼方のアストラ（2016年、ウルガー・ツヴァイク）
- 終末のハーレム（2017年、水原龍[13]）

### その他コンテンツ
- 神神化身（2020年 - 2022年、皋所縁[14]）